# ヒッペアストルム
ヒッペアストルム、ヒッペアストラム（学：Hippeastrum）はヒガンバナ科に含まれる属の一つ。または、ヒッペアストルム属に含まれる植物の総称。かつてはアマリリス属に分類されていた名残で、今でもアマリリスとして親しまれている。

## 特徴
ラテンアメリカが原産地の球根植物である。花期は春～梅雨頃になり、太く内部が空洞の花茎を、厚みを帯び光沢のある葉と同時に出す。花茎の先端には大きくて目を引く花を3～5輪放射状につける。花の形状・色は多岐にわたり、白～暖色系統の色までならほとんどの色が存在している。また、咲き方も一重咲き、八重咲品種があったりもする。一部例外を除いて乾燥には弱く、また、寒さにも弱い。ただし、マジックアマリリスと呼ばれるグループは、土も肥料も灌水も不必要という特異な生態をしている。1月26日、2月12日（赤色のみ）2月24日、5月28日、5月30日、7月16日の誕生花であり、花言葉には「おしゃべり」「輝くほどの美しさ」「内気」「誇り」「虚栄心」「臆病な心」などがある。

## 栽培方法
球根自体は2～3頃から市場へ出回り、植え付けは四月に行う。球根は完全に土には埋めず、上部が露出した状態で植え付けるように意識する。この時期に直射日光を長時間浴びると球根が乾燥で傷んで成育が衰えるので管理場所に注意する。肥料は10月ころまで適宜施肥し、花後にはカリウムを多く含んだ肥料を与えるとよい。水はけのよい土壌を好む。生育期に肥料を与えておくと球根が肥大しやすくなり、翌年の花付きがよくなる。開花後の花茎は採種の目的がない限り速やかに切除する。これは、株の衰弱を防ぐ目的で行う。厳寒期に地上部が枯れて休眠状態になるので、休眠期は灌水・肥料ともに控えめにする。モザイク病が発生しやすく、害虫はハダニ、ネダニが発生しやすい。

## 利用
上記で述べた通り、室内や屋外に植える観賞用草花として利用される。全草にリコリンを含み有毒なため、食用にはできない。

## 名称について

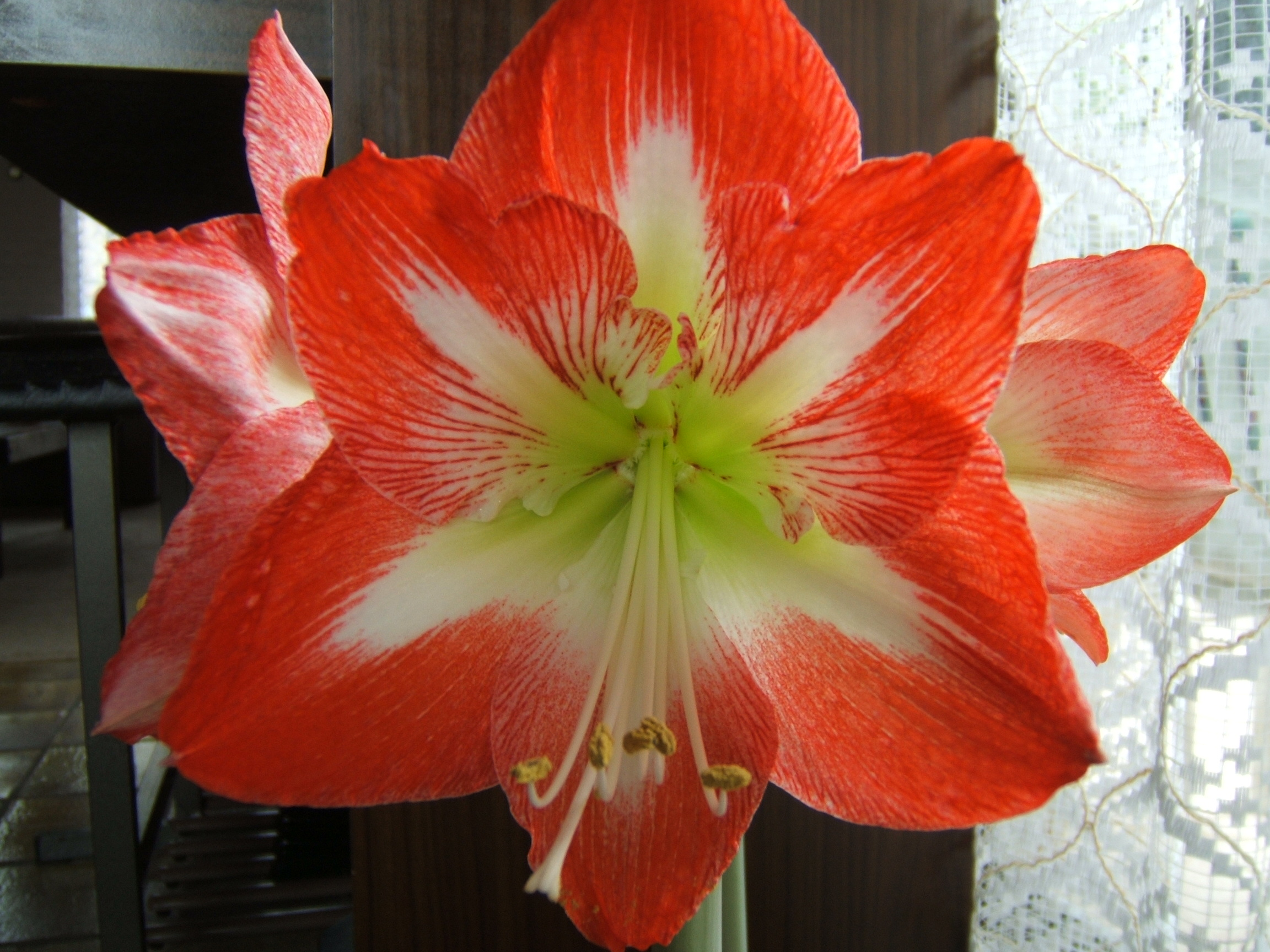
一重咲きのヒッペアストルム。

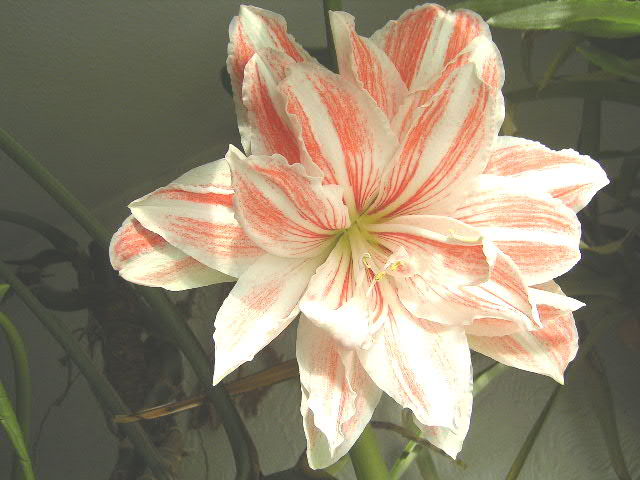
八重咲きのヒッペアストルム

属名の由来は、騎士を意味するHippeus、もしくは馬を意味するHipposと、星を意味するAstronの合成語である。「馬、騎士のように力強く、星型の花」という意味になり、本種の草姿にちなんでいる。

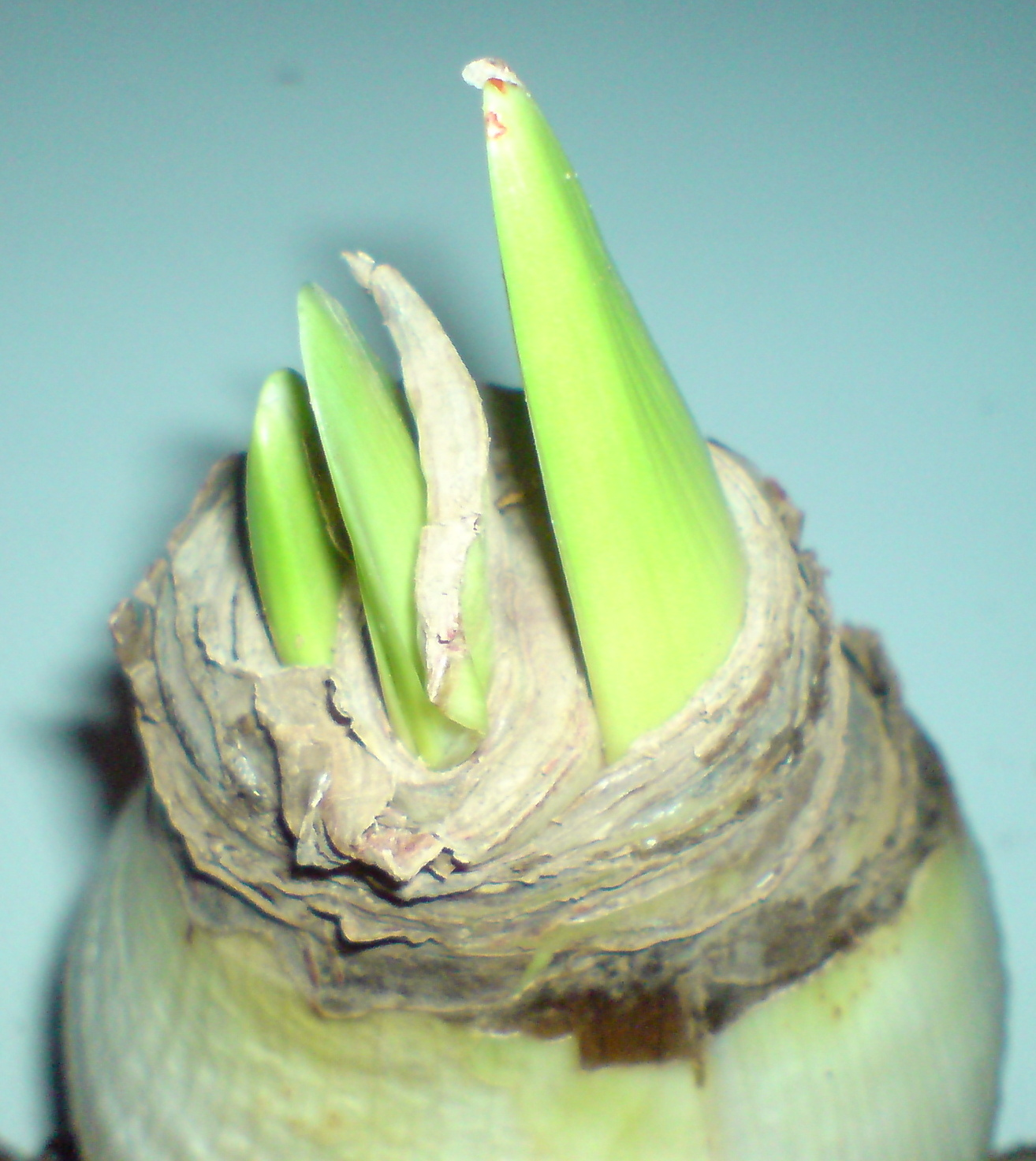
球根と若い芽

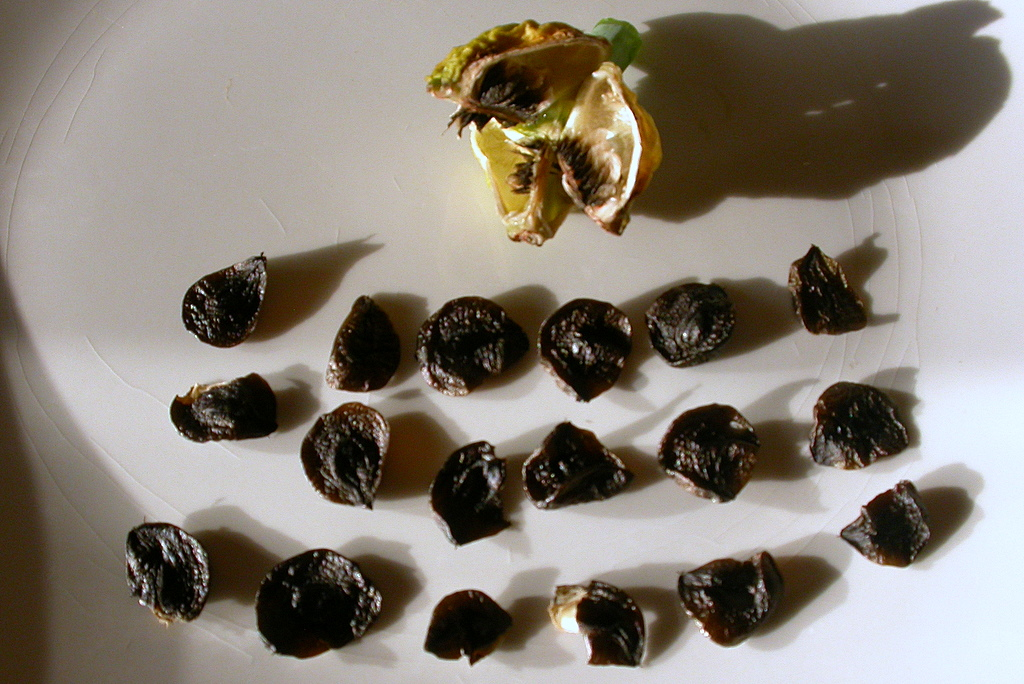
種子

## 下位分類
本属の下にはヒッペアストルム亜属と、トカンティニア亜属の２亜属が置かれる。参考元はこちら。

### ヒッペアストルム亜属
- キンサンジコ　【金山慈姑】

　（Hippeastrum puniceum）
- ジャガタラズイセン　【咬吧水仙】

　（Hippeastrum reginae）
- ベニスジサンジコ　【紅筋山慈姑】

　（Hippeastrum vittatum）
- ヒッペアストルム・アウリカム

　（Hippeastrum aulicum）
- ヒッペアストルム・アルヴィフロラム

　（Hippeastrum aviflorum）
- ヒッペアストルム・アングスティフォリウム

　（Hippeastrum angustifolium）
- ヒッペアストルム・ヴィッタツム

　（Hippeastrum vittatum）
- ヒッペアストルム・エヴァンシアエ

　（Hippeastrum evansiae）
- ヒッペアストルム・カリプトラツム

　（Hippeastrum calyptratum）
- ヒッペアストルム・コレイレンセ

　（Hippeastrum correiense）
- ヒッペアストルム・シビスター

　（Hippeastrum cybister）
- ヒッペアストルム・パピリオ

　（Hippeastrum papilio）
- ヒッペアストルム・パルディヌム

　（Hippeastrum pardinum）
- ヒッペアストルム・フェレイクラエ

　（Hippeastrum ferreyrae）
- ヒッペアストルム・プシッタシヌム

　（hippeastrum psittacinum）
- ヒッペアストルム・ミニタツム

　（Hippeastrum minitatum）　
- ヒッペアストルム・レティキュラツム

　（Hippeastrum reticulatum）

### トカンティニア亜属
- ヒッペアストルム・スティグマトヴィッタツム

　（Hippeastrum stigmatovittatum）
- ヒッペアストルム・ミルム

　（Hippeastrum mirum）

## ギャラリー

### 原種ヒッペアストルム

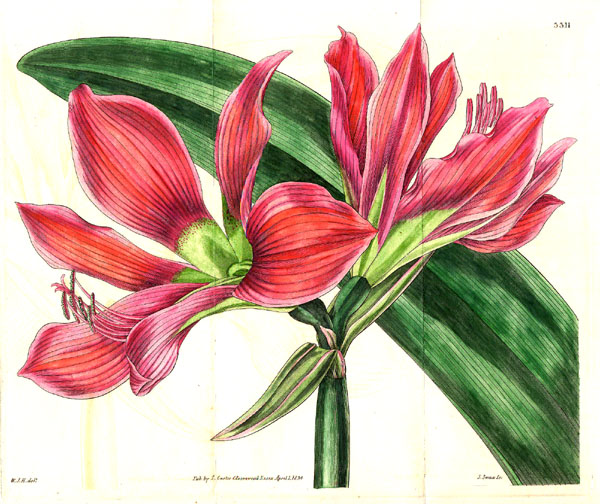
アウリカム種
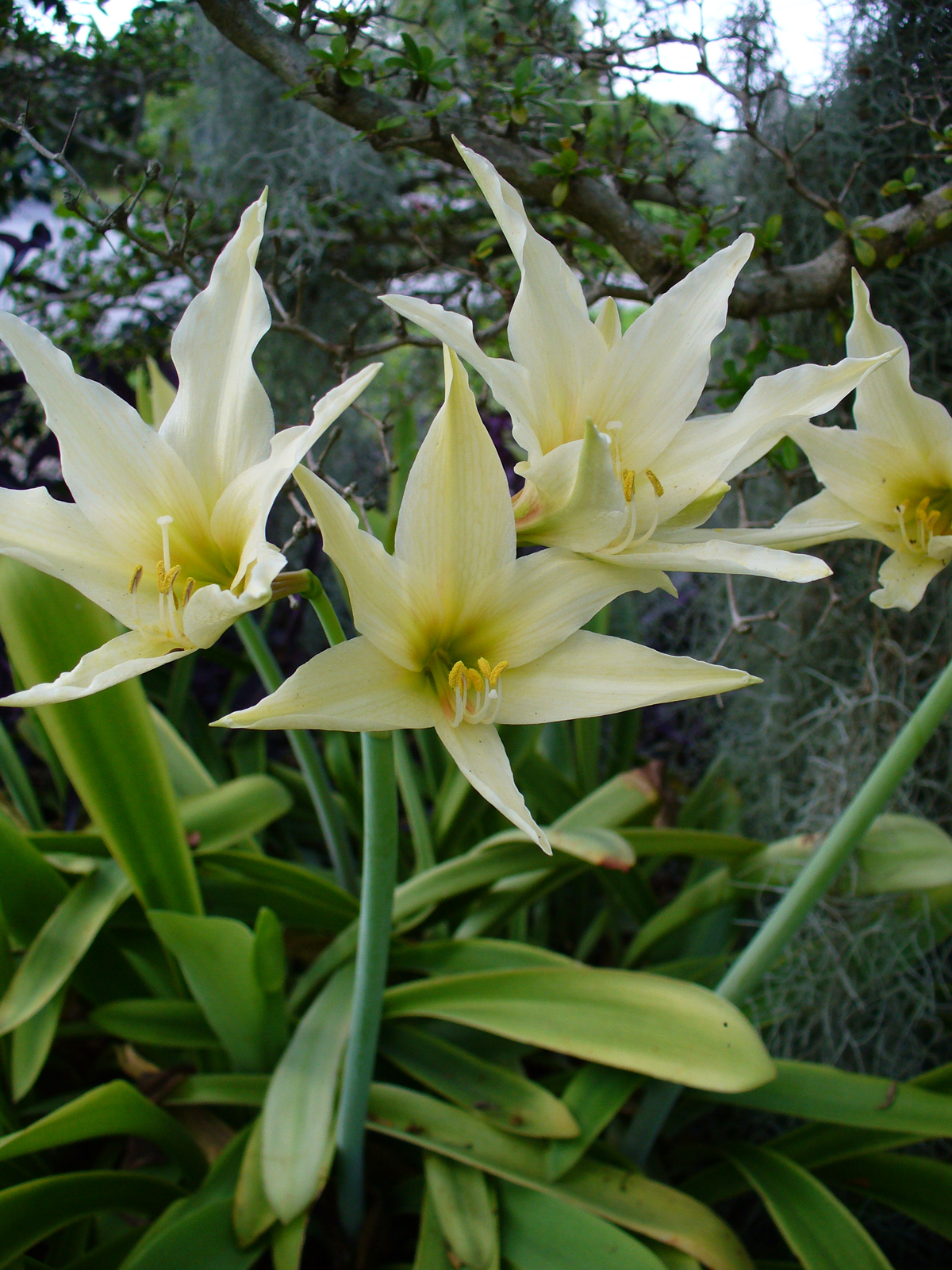
エヴァンシアエ種
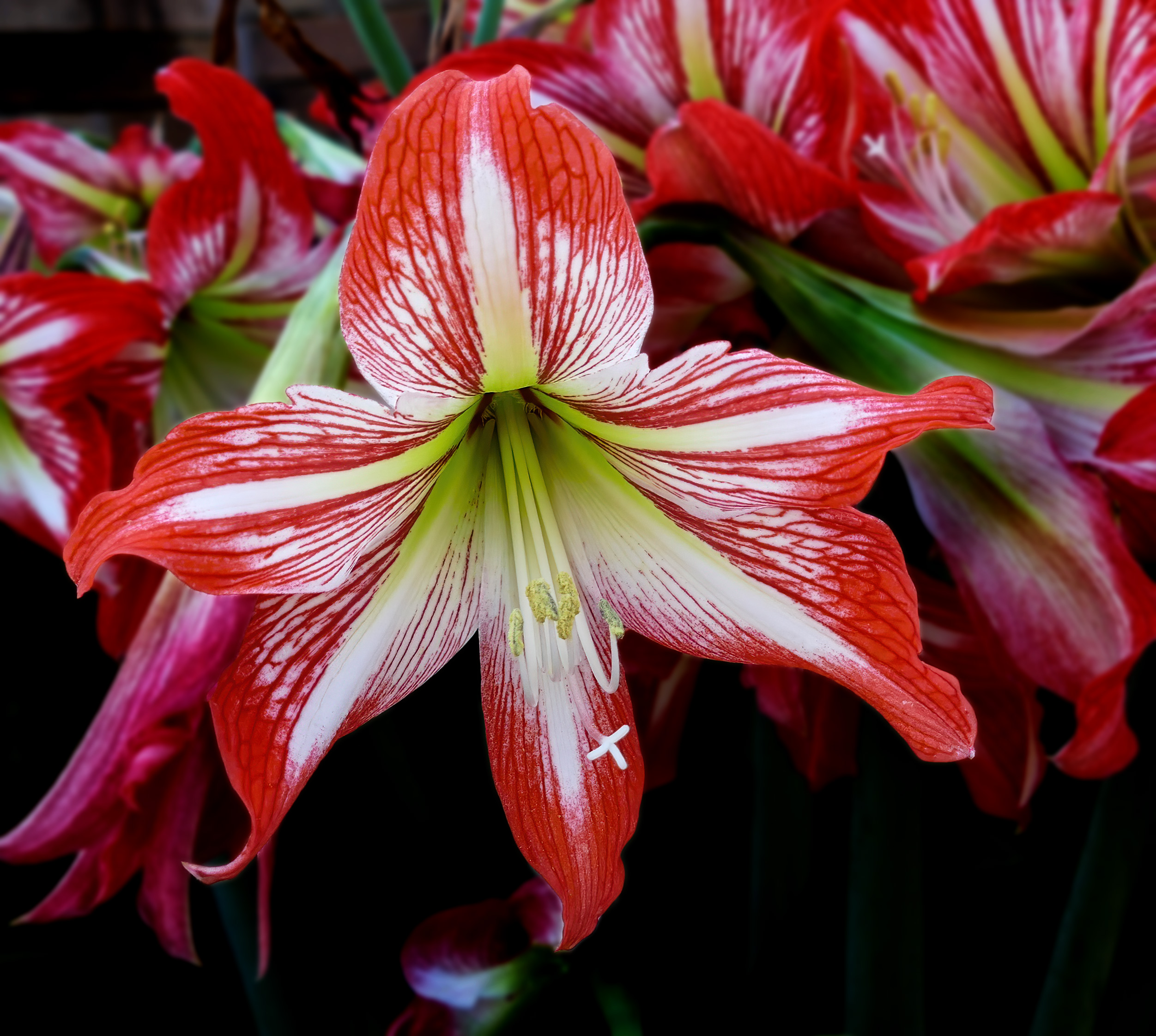
コレイレンス種
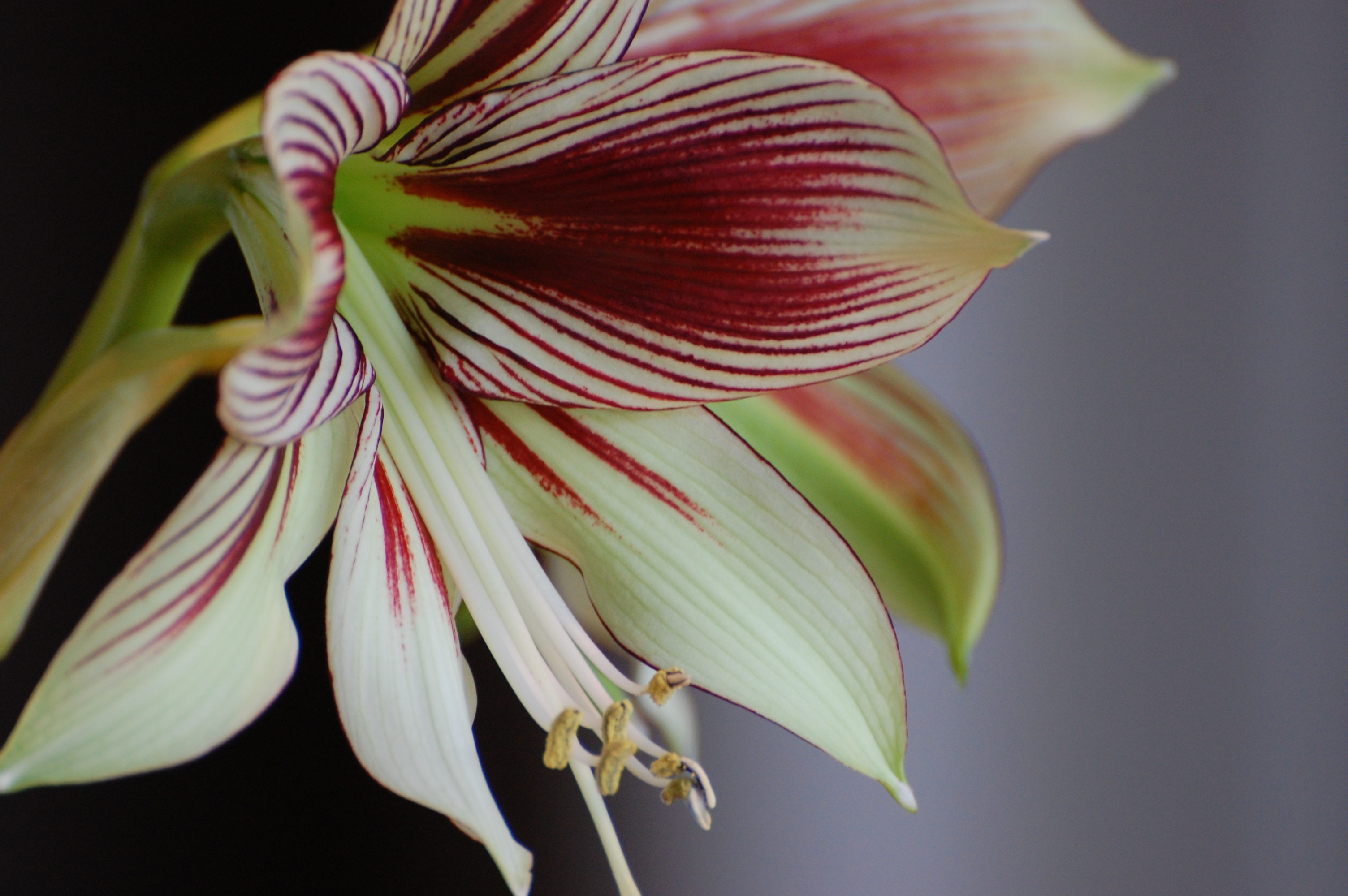
パピリオ種
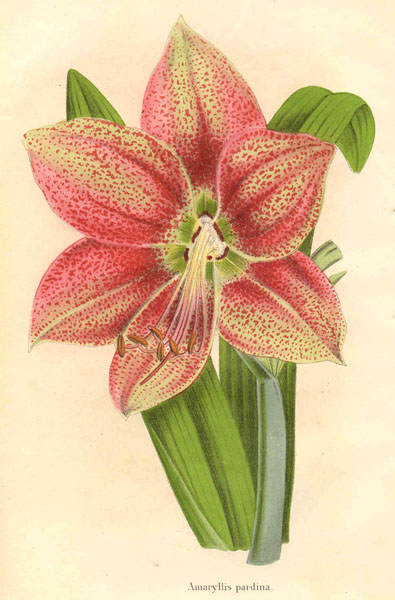
パルディヌム種
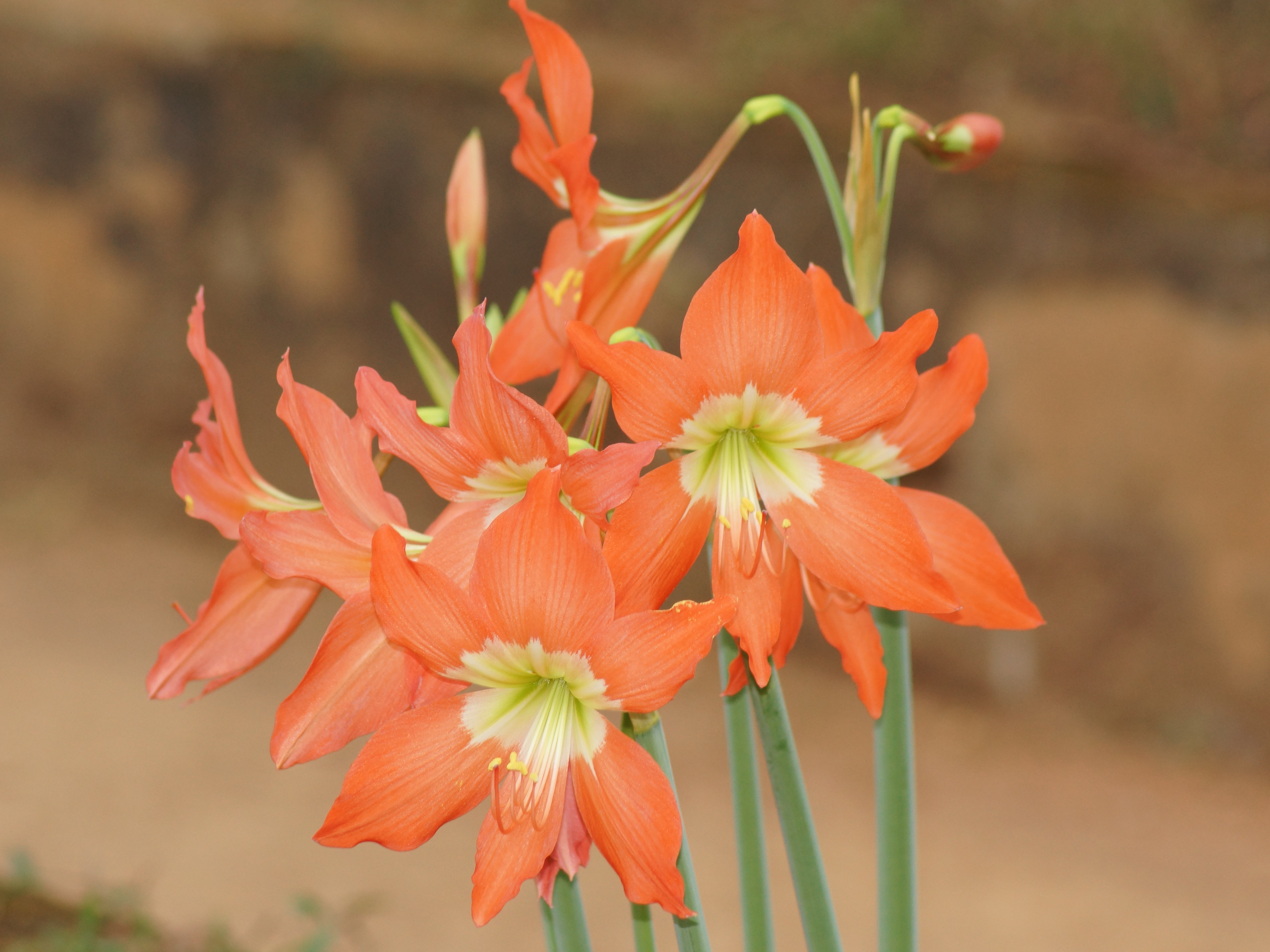
プニセウム種
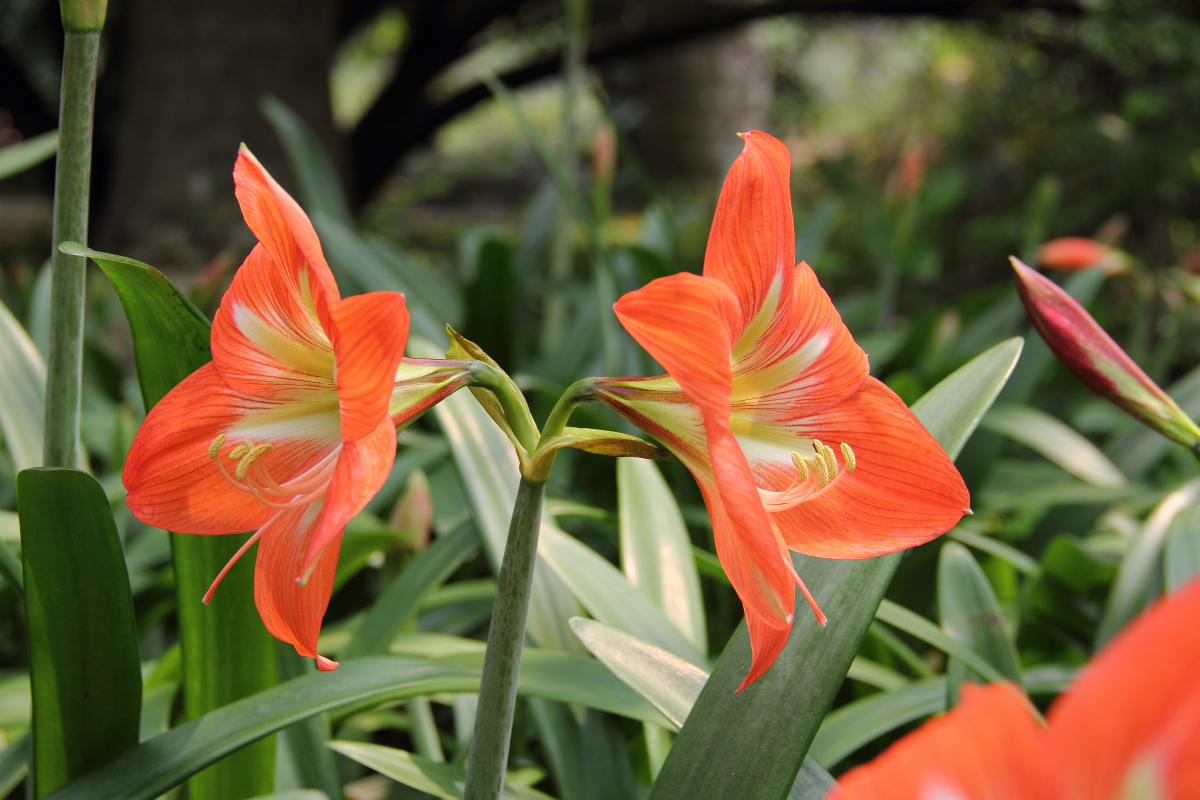
ルティルム種
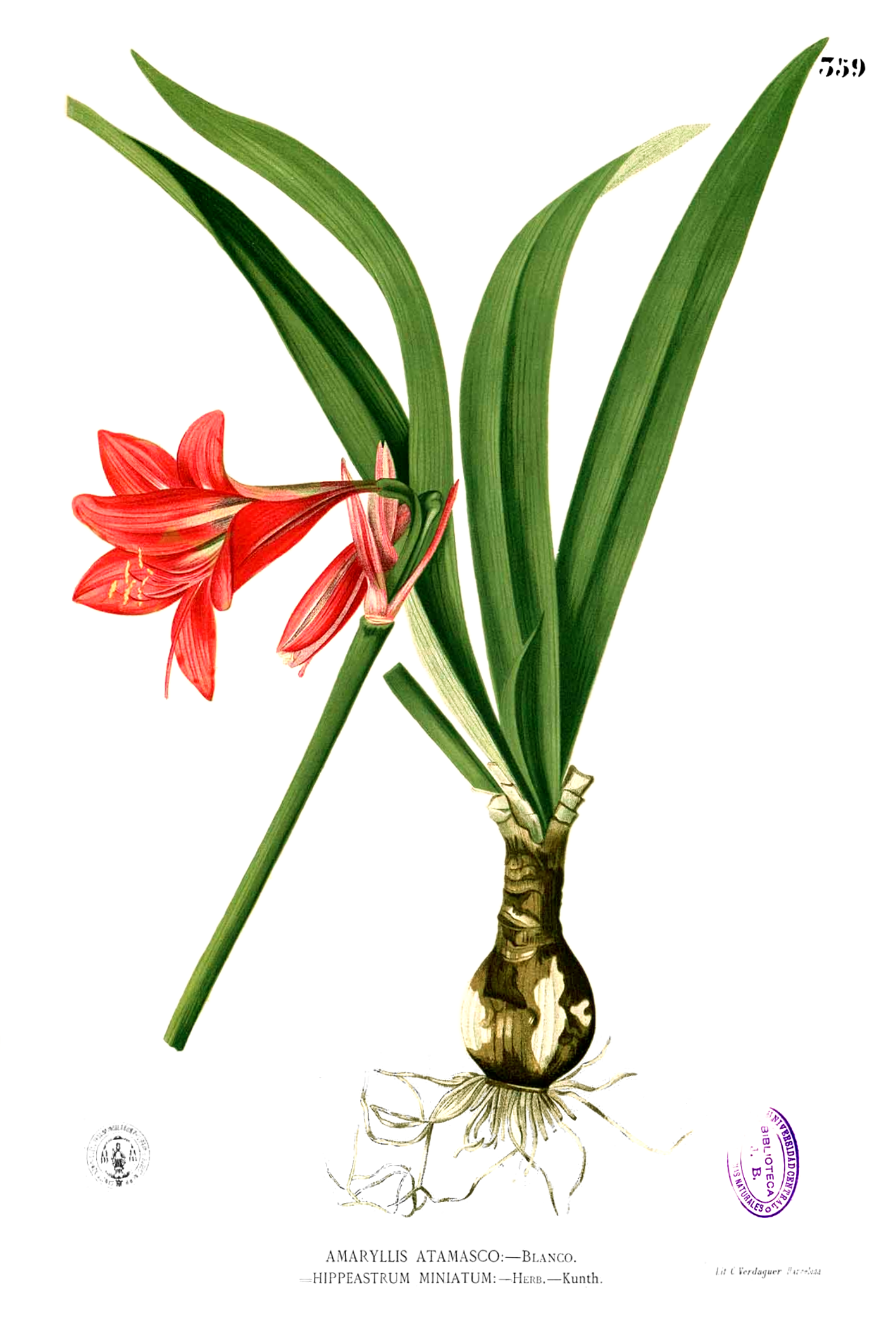
ミニアツム種
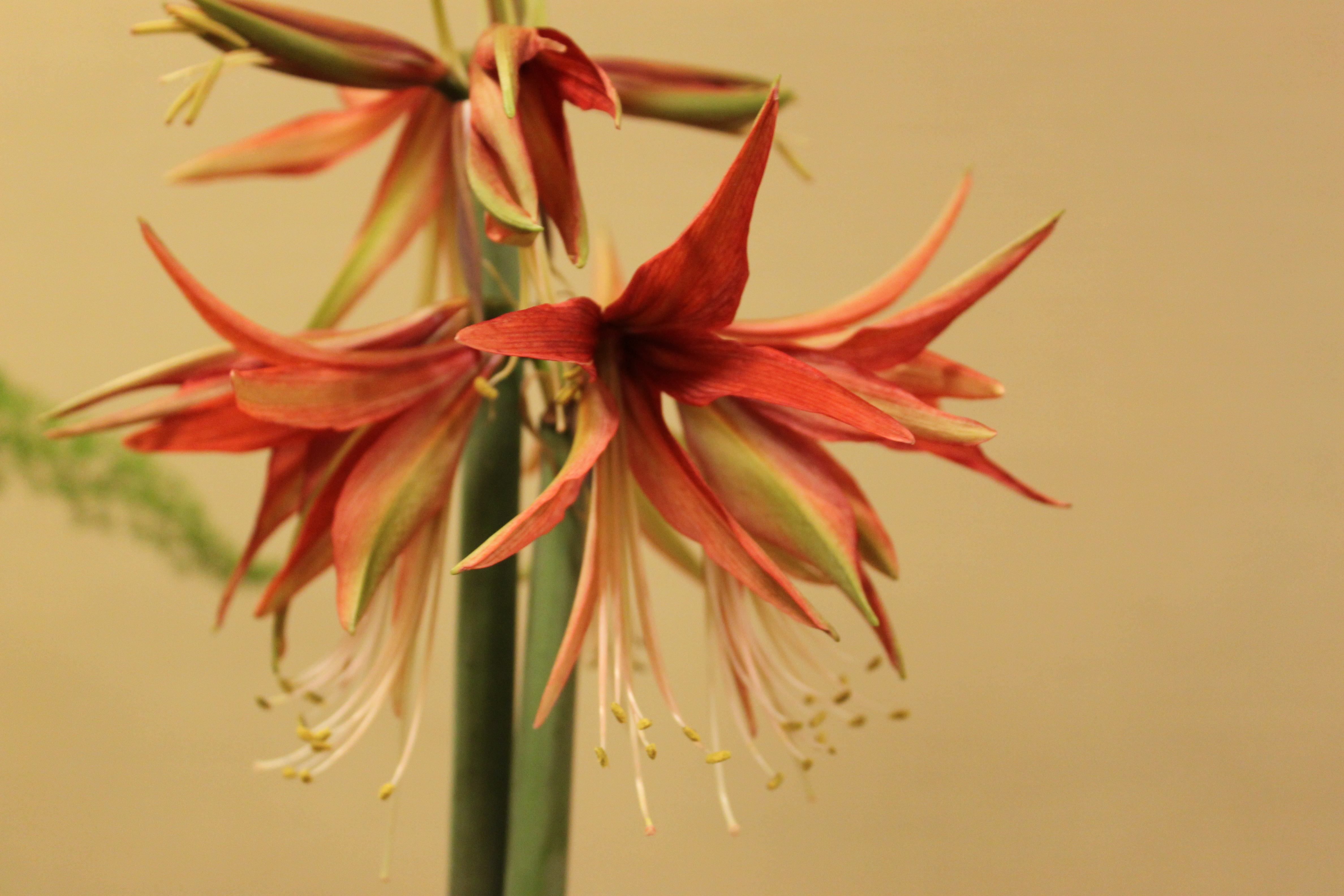
シビスター種
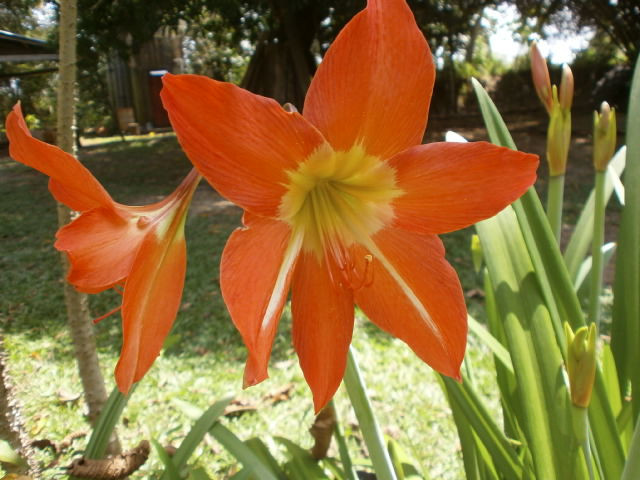
フェレイラレ種
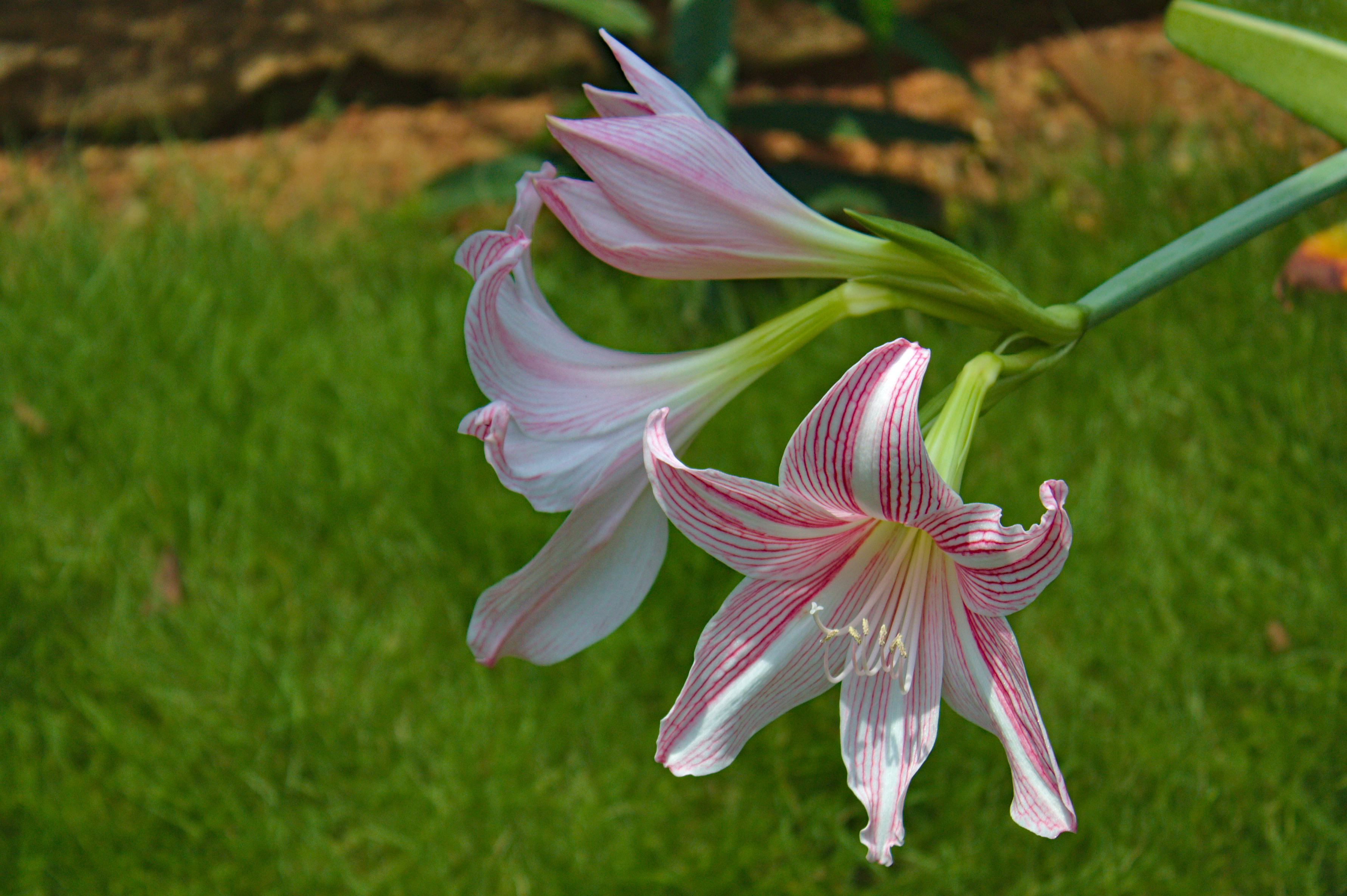
レティキュラタム種
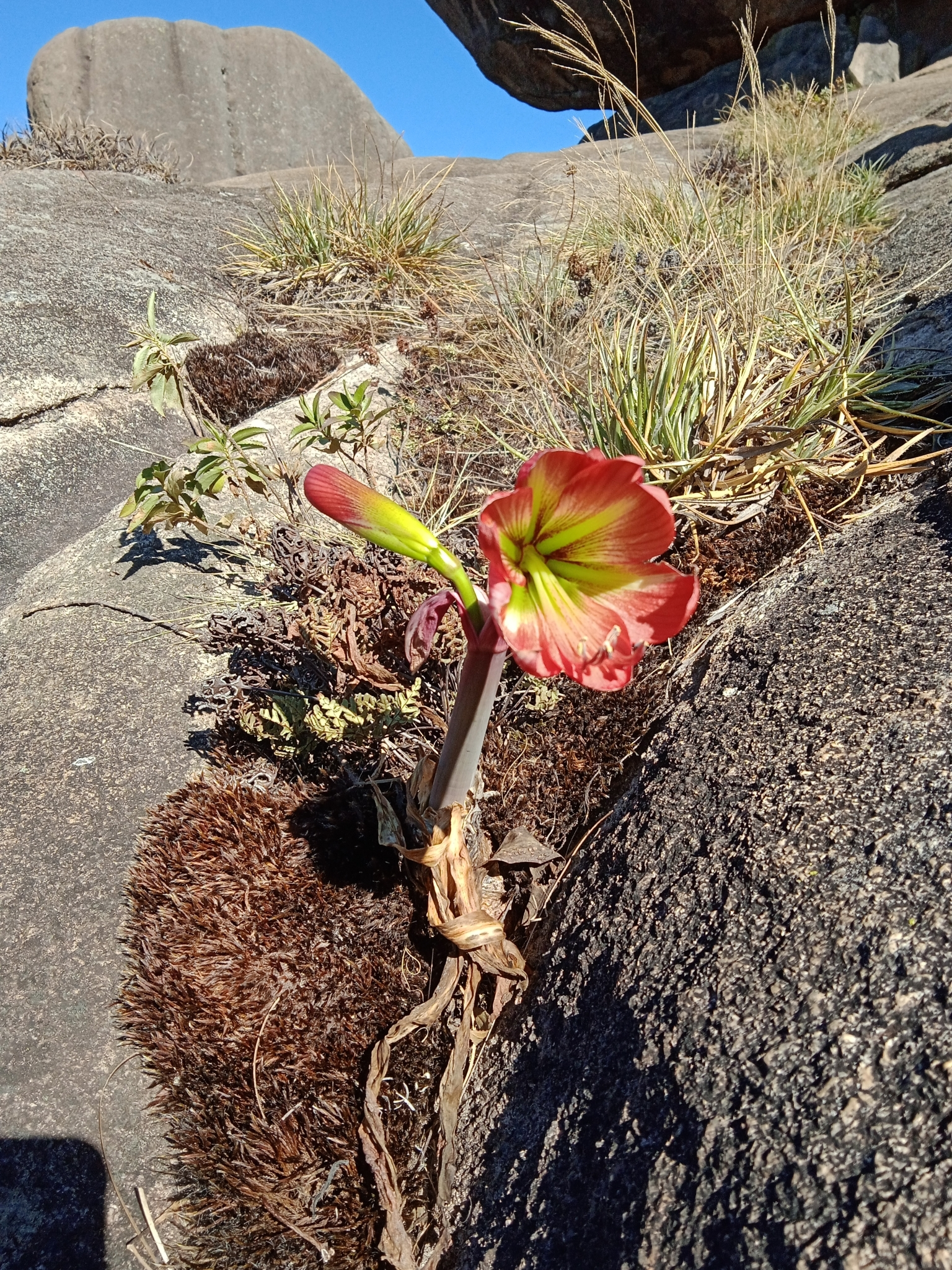
モレリアヌム種

### 交雑種

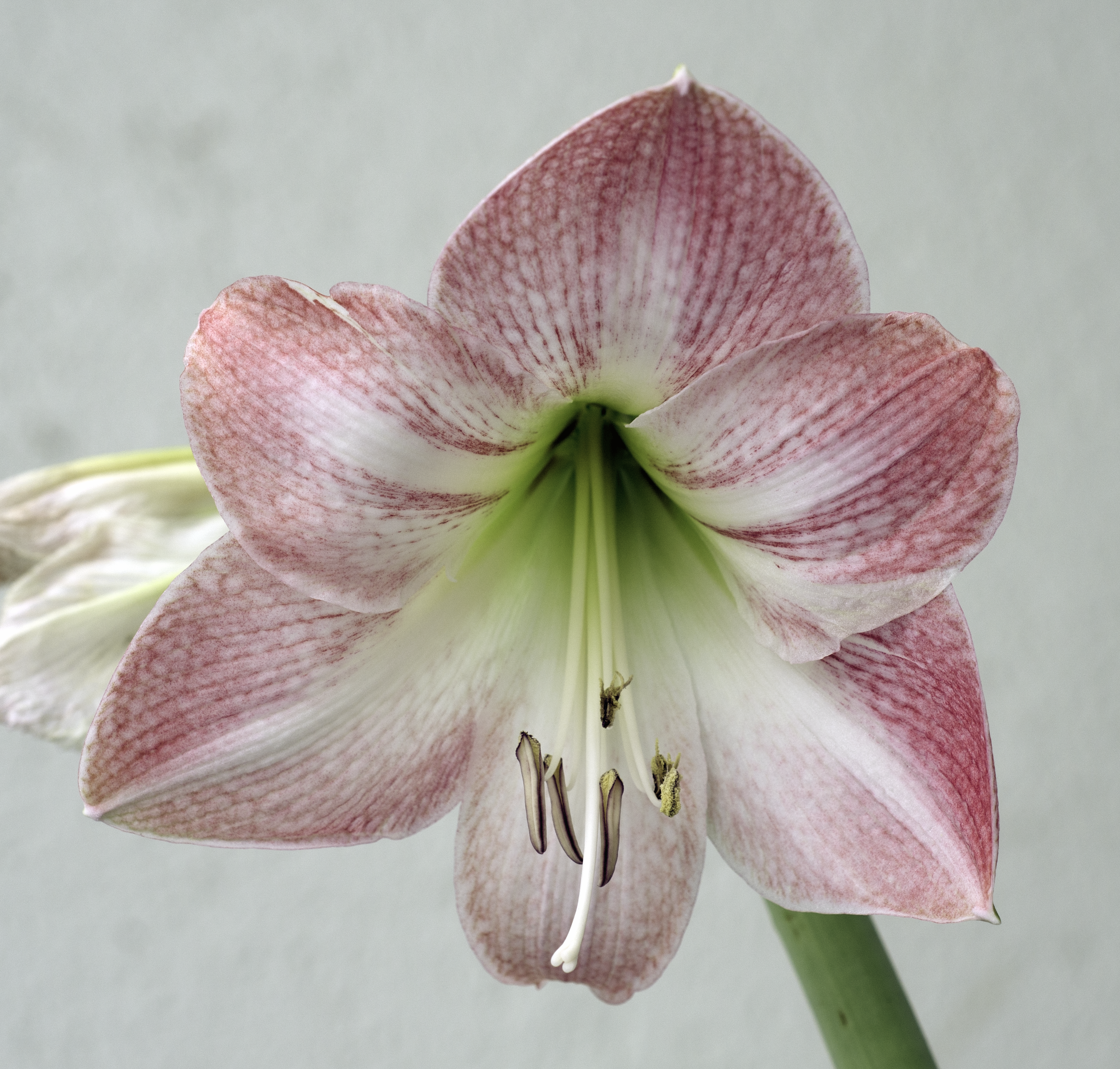
アップルブロッサム
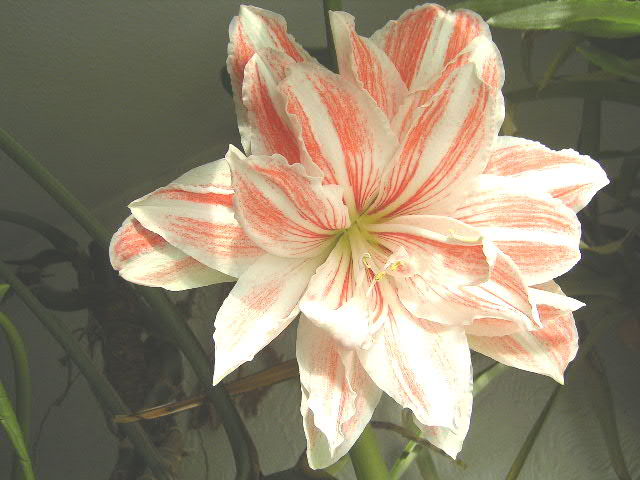
キャンディケイン
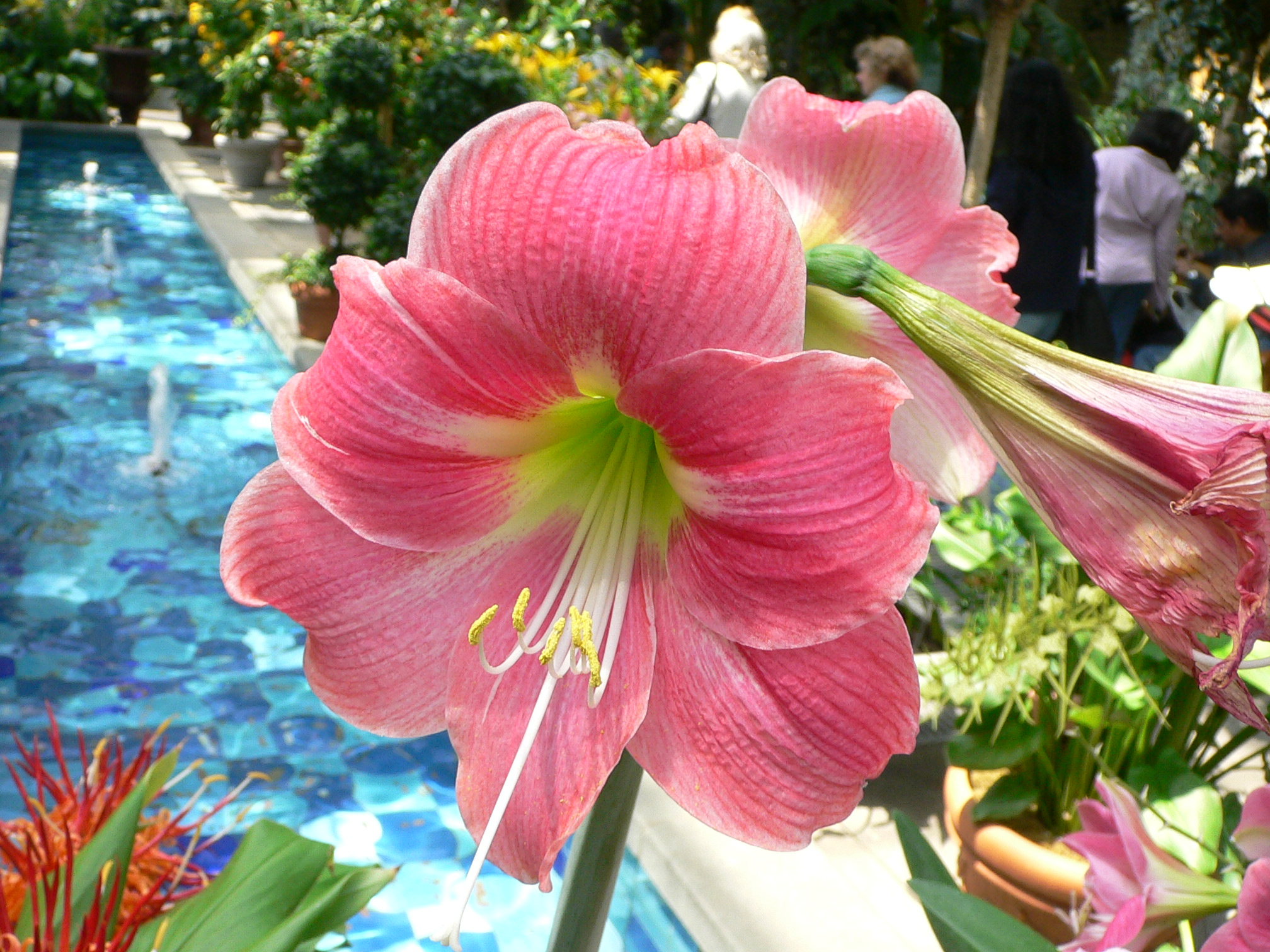
キャンディフロス
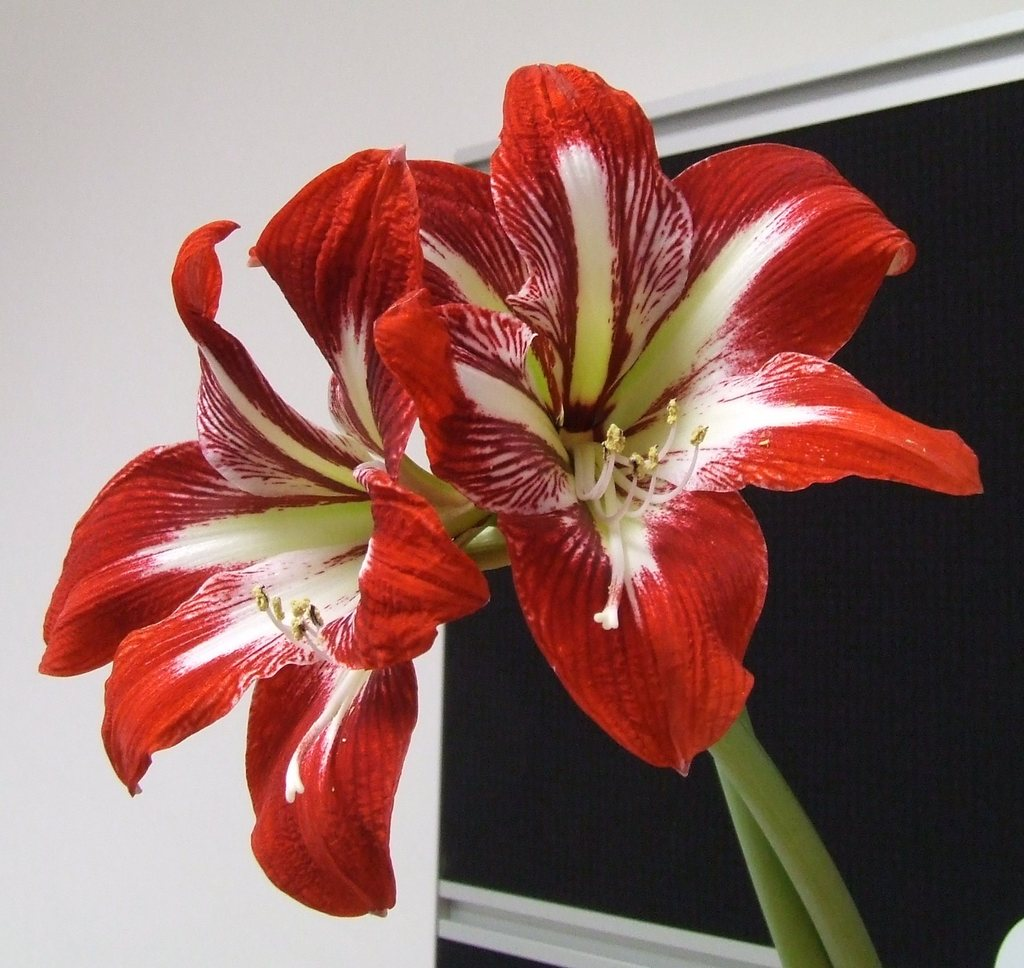
ギルマー
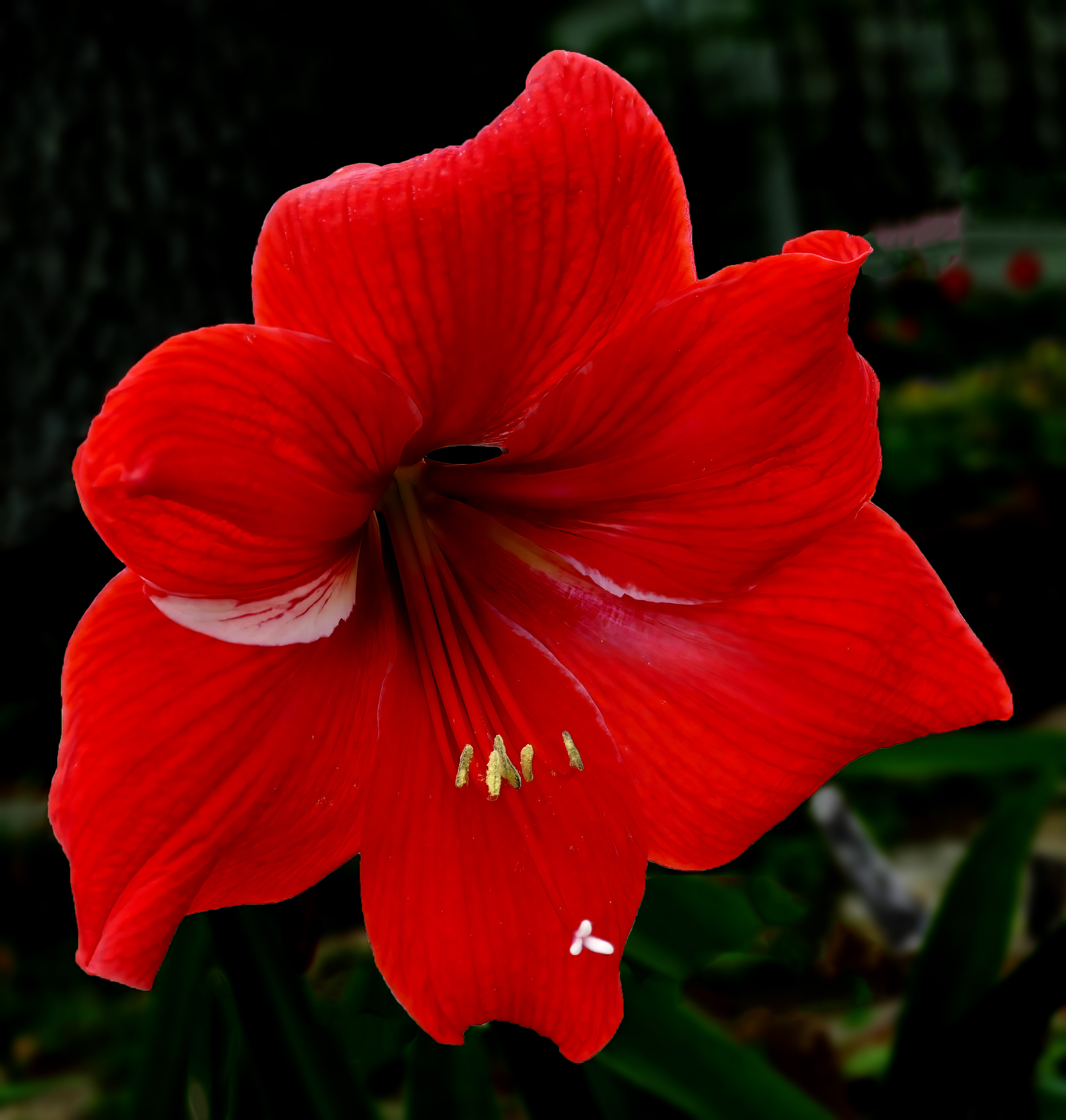
コリブリ
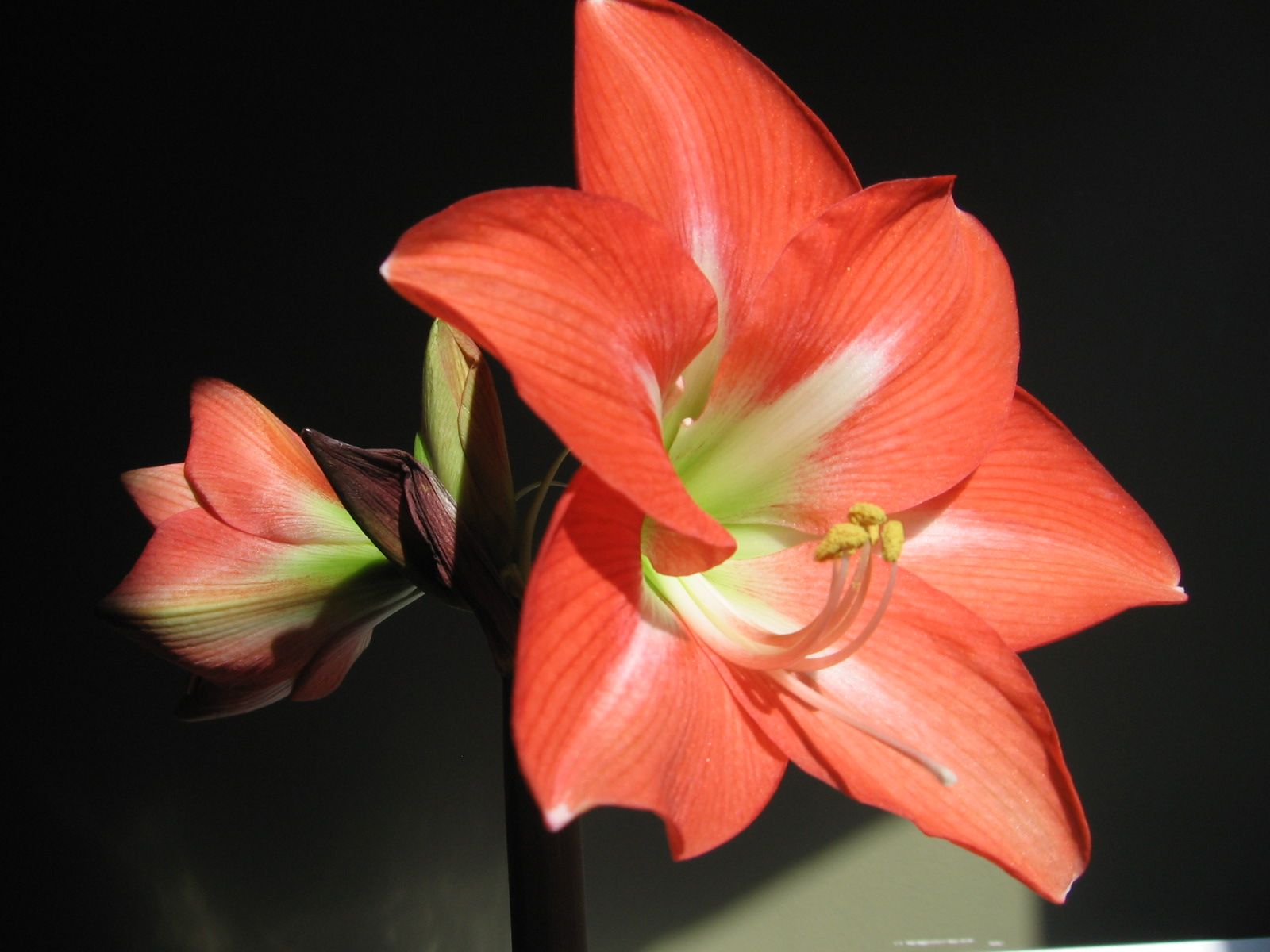
シャルムール
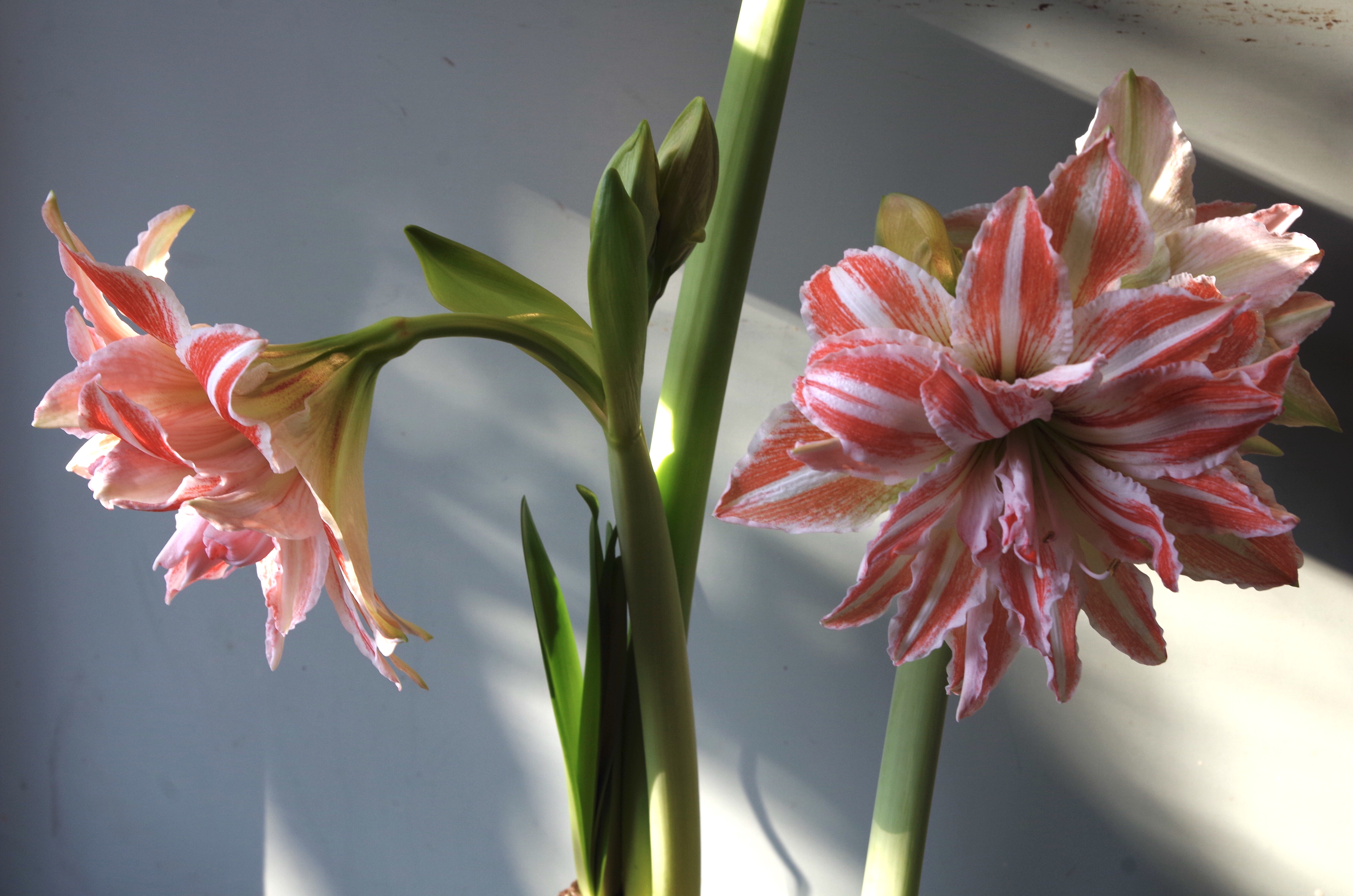
ダンシングクイーン 冬咲きの品種である
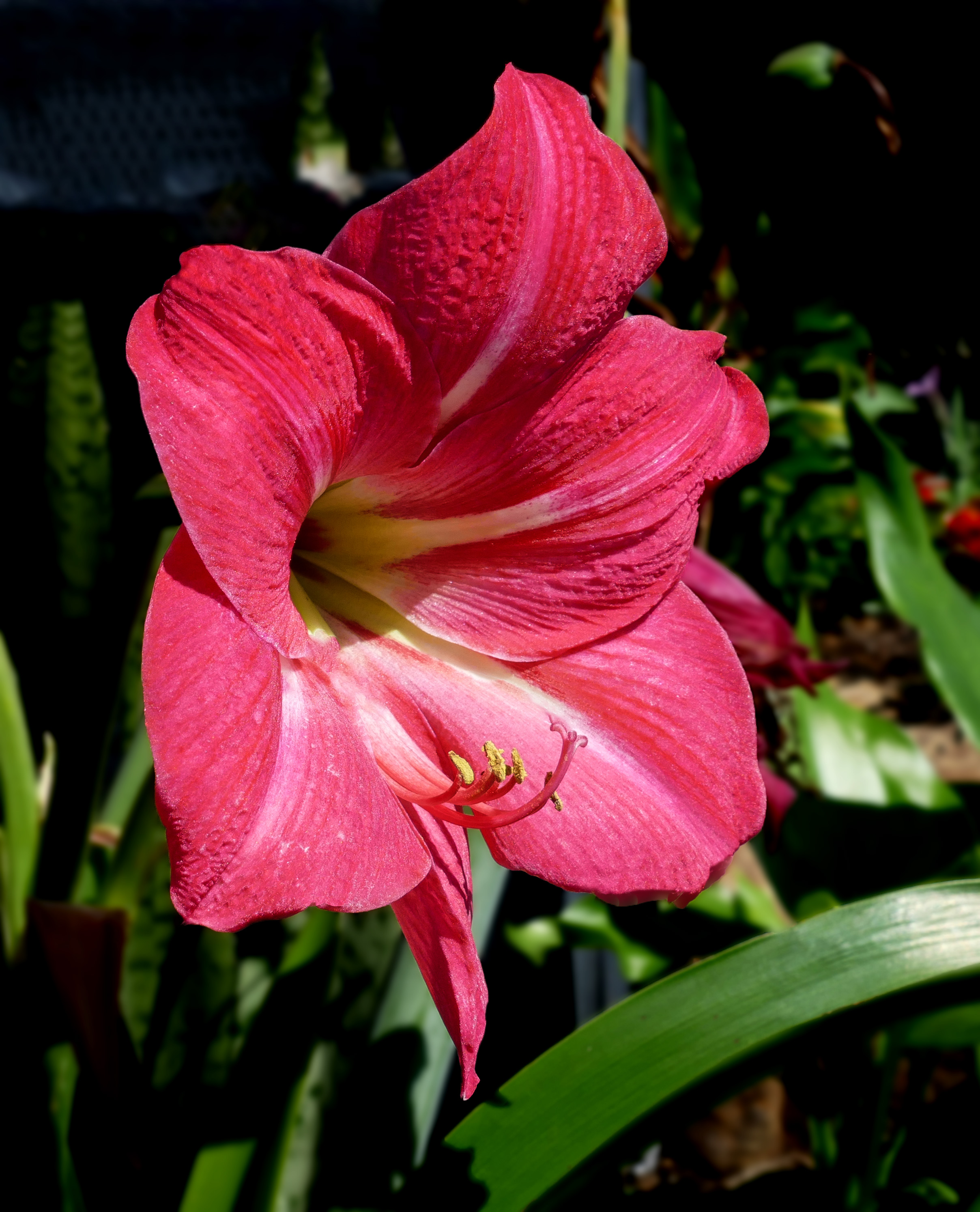
ピンクダイヤモンド
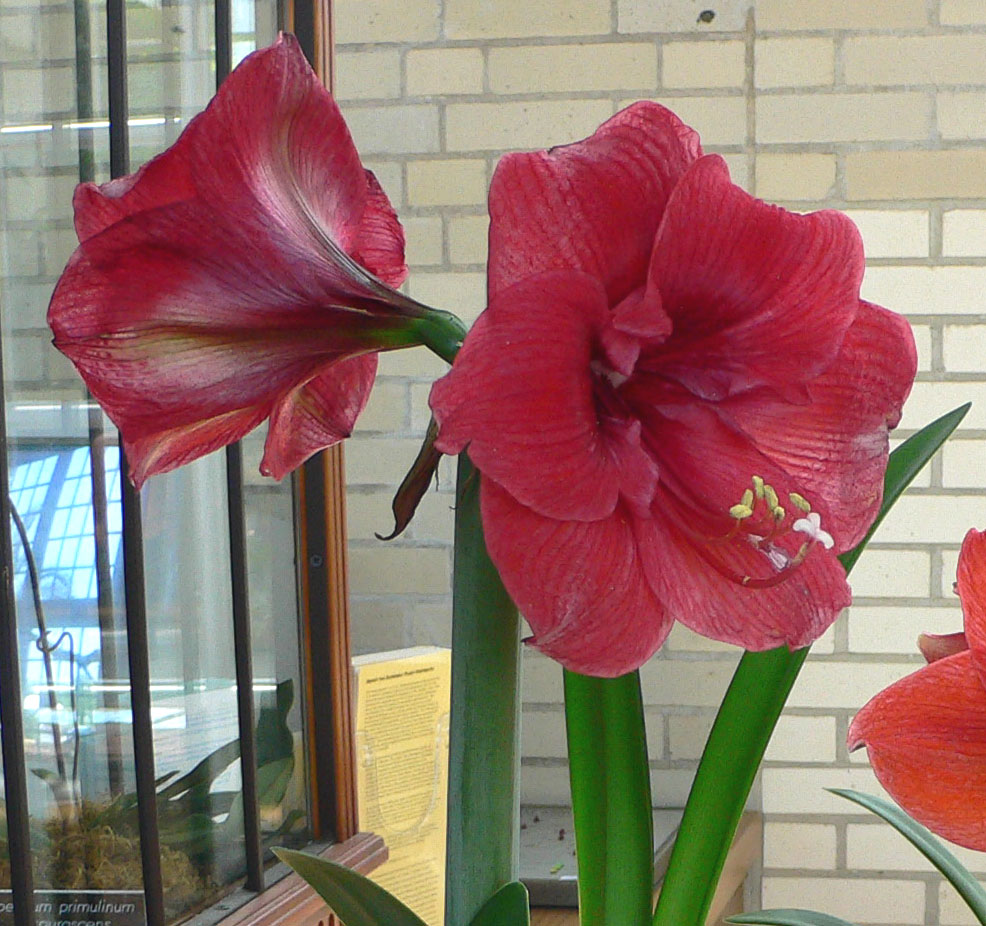
メリークリスマス
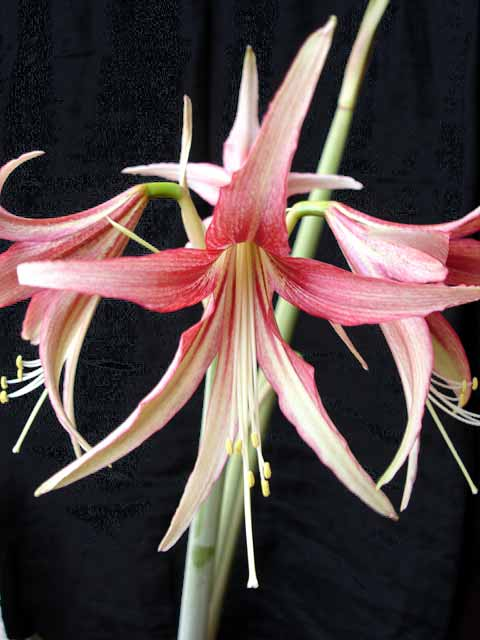
リマ
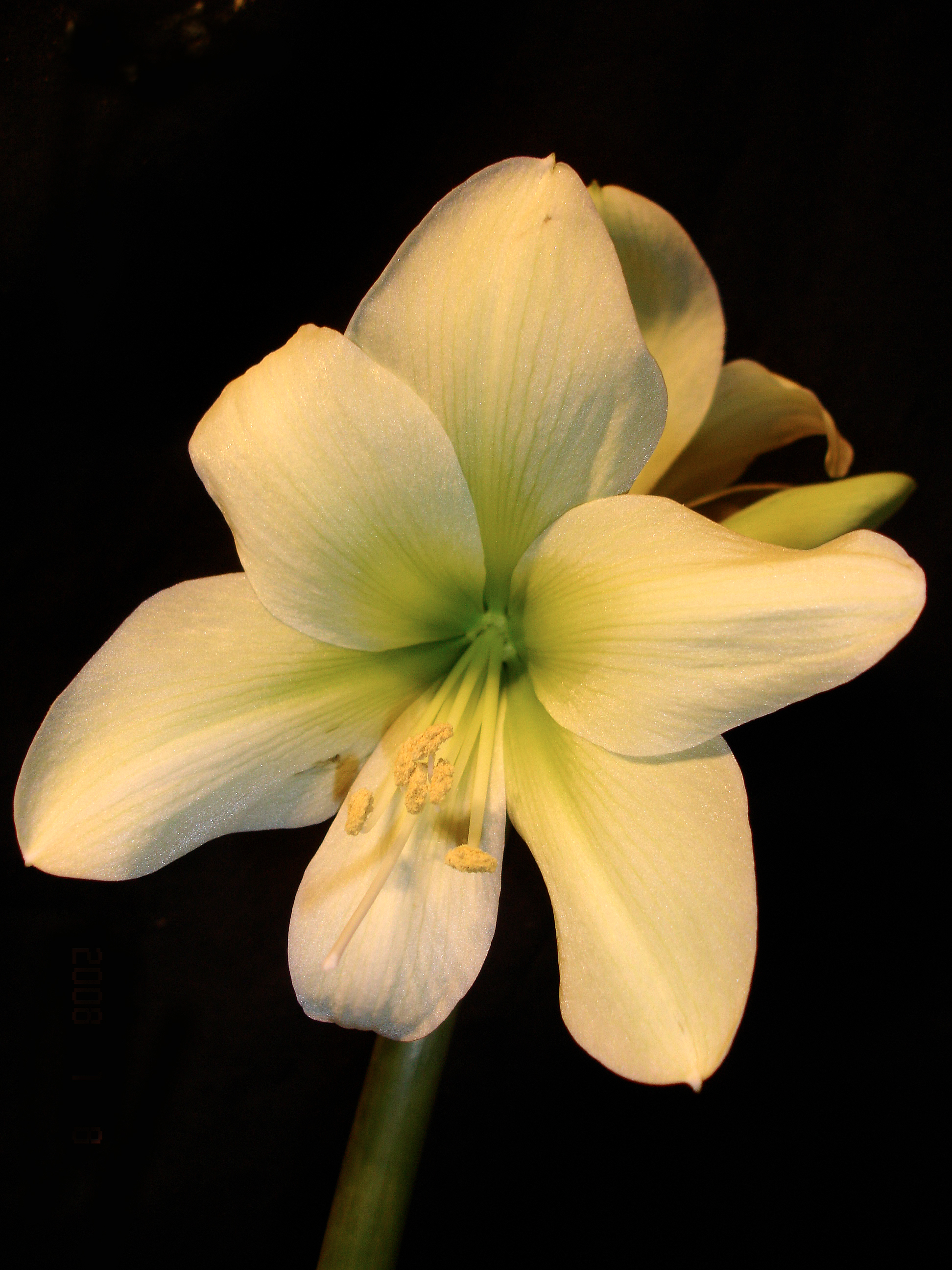
レモンシャーベット